# Elapognathus coronatus
Elapognathus coronatus är en ormart som beskrevs av Schlegel 1837. Elapognathus coronatus ingår i släktet Elapognathus och familjen giftsnokar och underfamiljen havsormar. Inga underarter finns listade i Catalogue of Life.
Arten förekommer i delstaten Western Australia i Australien. Honor lägger inga ägg utan föder levande ungar.